# 紅毛橋
紅毛橋（英語：Hung Mo Kiu）是香港的一條跨河行車橋，位於新界元朗凹頭至峻巒一帶，橫跨錦田河中游一帶，為青山公路－潭尾段的一部份。
該橋樑原為駐港英軍所建的臨時鐵橋，當地村民戲稱他們為「紅毛鬼」，所以駐守橋樑也叫作紅毛橋。1993年錦田河河道整治工程完成後，紅毛橋亦一分為四，兩側的為單車徑及行人道橋。

## 情況
2014年7月，有市民發現橋上三分之一的石屎橫樑有嚴重裂痕，修補工程亦只用少許石屎修補裂痕，或用木條支撐。而且被元朗區議員投訴淤泥堆積和臭味問題嚴重。

## 外部連結
- 跑遊元朗 (21) － 凹頭紅毛橋 （页面存档备份，存于）
- 錦田河行大運| 平帆的自製空間